# Dannelse
Dannelse er et begreb om tillærte evner. Ordets stamme "dan" betyder gjort, dannet, tilvirket.
Der findes både en almen og en faglig betydning af ordet. I den almene kan det betyde alt fra "gode manerer a la Emma Gad" til et præg i personligheden. I den faglige betydning omtales dannelse som det, der er blevet tilbage, når man har glemt, hvad man har lært. Det er ikke strengt nødvendigt at have en uddannelse for at være dannet, men man må nødvendigvis have lært af andre, da dannelsen står i forhold til forældrenes og bedsteforældrenes normer.
Dannelse handler om en forandring, som har fundet sted – eller som kan finde sted.

## Forskellen mellem dannelse og uddannelse
Dannelse skal ikke forveksles med uddannelse. Forskellen fremgår tydeligt af et brev Wilhelm von Humboldt i 1809 skrev til den preussiske konge:
"Der er helt sikker viden, der skal være almen, og endnu mere en vis holdnings- og karakterdannelse, som ingen bør mangle. Enhver er åbenbart kun en god håndværker, købmand, soldat og forretningsmand, hvis han er et godt, anstændigt menneske og borger, der er oplyst i sin klasse og uanset sit særlige erhverv. Hvis skoleundervisningen giver ham, hvad der er nødvendigt hertil, erhverver han sig senere så let sit fags særlige evne og beholder altid den frihed, som så ofte sker i livet, til at gå fra den ene til den anden."
Det vil derfor være en fejlfortolkning af dannelsen at afstemme universiteterne udelukkende efter mulighederne for succes på arbejdsmarkedet. En lignende vurdering blev foretaget af John Stuart Mill i 1867:
"Den korrekte funktion af et universitet i national uddannelse er tolerabelt godt forstået. Der er i det mindste en tålelig generel enighed om, hvad et universitet ikke er. Det er ikke et sted for professionel uddannelse. Universiteter er ikke beregnet til at undervise i den viden, der kræves for at passe mænd til en særlig måde at få deres levebrød på. Deres formål er ikke at lave dygtige advokater, læger eller ingeniører, men dygtige og kultiverede mennesker."

## Dannelsestraditioner
I den pædagogiske debat tales der i dag om fem dannelsestraditioner: :
- en konservativ retning, der betoner det klassiske dannelsesideal
- en radikal retning, der søger helt nye dannelsesidealer (grøn pædagogik, fredspædagogik m.fl.)
- en videnskabsorienteret retning, der søger tværfaglighed
- en Klafki-inspireret tradition, der forsøger at forene det klassiske indhold med et moderne demokratisk solidaritetsbegreb
- en folkelig/grundtvigsk dannelse hvor almuen og de fragmenterede grupper i samfundet får fælles reference til historie, kultur og kristendom. Det er det mest udbredte i Danmark[5]

## Dannelse i litteraturen
Den tyske filosof Hegel (1770-1831) fremhævede, at menneskets væsen ikke er udtømt med, hvad det er af naturens hånd. Mennesket nøjes ikke med at fortære tingen – det former den / danner den. Ved at forme / danne tingene hæver mennesket sig over den umiddelbare blotte væren.

Den dansk forfatter Meir Goldschmidt ( 1819-1887) har en almen definition af dannelse: 
Ved dannelse forstår jeg den udviklede evne til at være opmærksom, opfatte og tilegne sig en tanke, være selvstændig i sin dom, ville noget... 
Grue-Sørensen definerer dannelse således :: 
Dannelse betegner den proces gennem hvilken en person under indflydelse af ydre, i hovedsagen pædagogiske, sociale og kulturelle påvirkninger antager en bestemt beskaffenhed – desuden resultatet af denne proces, den omtalte beskaffenhed selv.